# Mifflinburg
Mifflinburg är en kommun av typen borough i Union County i Pennsylvania. Vid 2010 års folkräkning hade Mifflinburg 3 540 invånare.